# Henk van der Molen (1920-1992)
Hendrik (Henk) van der Molen (Amsterdam, 17 oktober 1920 – Hilversum, 15 juli 1992) was een Nederlandse gitarist, componist, tekstschrijver en cartoonist. 

## Leven en werk
Henk van der Molen was de zoon van de timmerman Hendrik van der Molen (1898-1971) en Neeltje Johanna Hermana Scheffer (1898-1964). Hij studeerde aan de kunstnijverheidsschool in Amsterdam en gaf les op een muziekschool. Na de oorlog begon hij een muziekuitgeverij en vertrok hij voor zes jaar naar Zwitserland, waar hij het vak van arrangeren onder de knie kreeg.
Eenmaal weer in Nederland maakte hij onder andere de muziek bij het hoorspel De Telefonist - over de aanslag op Hitler - en verzorgde hij de muzikale regie bij de uitzendingen van Thom Kelling. In 1960 trad hij in dienst bij de AVRO. Zijn eerste werk voor deze zender was een cabaretachtige musical die hij samen met Pi Veriss schreef, getiteld Wiegelied voor grote mensen. In datzelfde jaar volgde de voorstelling Vakantietijd.
Voor Kinderen voor Kinderen produceerde hij in de jaren tachtig onder andere het lied Brief aan Ernst. De tekst hiervan was een reactie op Doe Maars hit De bom.
In 1971 sprak Van der Molen de stem in van Napoleon in De Aristokatten, voor de versie op LP en cassette. 

## Samenwerking en relatie met Martine Bijl
In de jaren zestig maakte hij dankzij Willem Duys kennis met de zangeres Martine Bijl, die hij voortaan ging begeleiden. In 1967 verliet (de toen 47-jarige) Van der Molen zijn vrouw voor de 19-jarige Bijl. 
Van der Molen schreef vele liedjes en teksten voor Bijl, die de basis vormden voor lp's en een televisieshow bij de TROS. Hieronder liedjes als Kinderen van toen, Koning Middelmatigheid, Zwartemannekensburen en Het laatste nieuws.
In 1990 eindigde hun liefdesrelatie.

## Persoonlijk
Henk van der Molen overleed op 15 juli 1992 op 71-jarige leeftijd in een ziekenhuis in Hilversum, waar hij zes weken eerder was opgenomen.

## Discografie
- (en)  Henk van der Molen op Discogs
- Afspeellijst van elpee Martine Bijl (dec. 1969) op youtube.com, met zes liedjes en drie composities van Van der Molen

- Biografisch Portaal: 07945657
- Gemeinsame Normdatei: 1169800289
- International Standard Name Identifier: 0000 0000 6508 4998
- Library of Congress Control Number: no2009115409
- MusicBrainz: 171290b3-c907-40b5-bebb-e04f05c61877
- Nederlandse Thesaurus van Auteursnamen: 185902677
- RKD-Nederlands Instituut voor Kunstgeschiedenis: 280897
- Virtual International Authority File: 91196575
- WorldCat: E39PBJfCyhB9hhFP9WqyxRyDbd